# Copa África de Rugby femenino
La Copa África de Rugby femenino es un torneo internacional de selecciones nacionales femeninas de rugby pertenecientes al Rugby África.

## Historia
La competición en su edición de 2019 fue la etapa clasificatoria del continente africano para la Copa Mundial de Rugby de 2021, cuyo cupo fue obtenido por el seleccionado de Sudáfrica, mientras Kenia obtuvo el boleto para el repechaje intercontinental frente al seleccionado de Colombia.
La temporada 2020 del torneo fue cancelada a consecuencia de la pandemia de COVID-19.
Desde la temporada 2023 es clasificatorio al WXV.

## Participantes

### Edición 2025
- Kenia
- Madagascar
- Sudáfrica
- Uganda

## Campeonatos

### División A
| Edición | Año  | Campeón             | 2º puesto           | 3º puesto           | 4º puesto           |
| ------- | ---- | ------------------- | ------------------- | ------------------- | ------------------- |
| I       | 2019 | Sudáfrica           | Kenia               | Madagascar          | Uganda              |
| II      | 2021 | Sin campeón oficial | Sin campeón oficial | Sin campeón oficial | Sin campeón oficial |
| III     | 2022 | Sin campeón oficial | Sin campeón oficial | Sin campeón oficial | Sin campeón oficial |
| IV      | 2023 | Sudáfrica           | Kenia               | Madagascar          | Camerún             |
| V       | 2024 | Sudáfrica           | Madagascar          | Kenia               | Camerún             |
| VI      | 2025 | Sudáfrica           | Kenia               | Uganda              | Madagascar          |

### División B
| Edición | Año  | Campeón | 2º puesto | 3º puesto | 4º puesto       |
| ------- | ---- | ------- | --------- | --------- | --------------- |
| I       | 2025 | Uganda  | Túnez     | Zimbabue  | Costa de Marfil |

## Posiciones
- Número de veces que los equipos ocuparon cada posición en todas las ediciones.

| Equipo     | Campeón | 2º puesto | 3º puesto | 4º puesto |
| ---------- | ------- | --------- | --------- | --------- |
| Sudáfrica  | 4       |           |           |           |
| Kenia      |         | 3         | 1         |           |
| Madagascar |         | 1         | 2         | 1         |
| Uganda     |         |           | 1         | 1         |
| Camerún    |         |           |           | 2         |